# Loxostege uniformis
Loxostege uniformis là một loài bướm đêm trong họ Crambidae.